# Joachim Schulmeyer
Joachim Schulmeyer (* 10. November 1952 in Veckenstedt) ist ein deutscher Politiker (SPD) und ehemaliges Mitglied des Sächsischen Landtages (1994 bis 1998, sowie 2001 bis 2004).

## Leben
Nach Abschluss der 10. Klasse an der POS in Berlin arbeitete Schulmeyer als Dreher und machte im Jahr 1976 den Abschluss zum Facharbeiter für Zerspanungsmechanik. Von 1975 bis 1991 war er im VEB Maschinenfabrik und Eisengießerei Wurzen beschäftigt. Nach der Privatisierung im Jahr 1991 wurde der Betrieb in Neuman und Esser Wurzen GmbH Kompressorenbau umbenannt. Schulmeyer war im Unternehmen als Dreher angestellt und arbeitete nach seiner Weiterbildung zum Schweißer und Rohrschlosser ab 1992 als Rohrschlosser. Ab 1990 war er Mitglied im Betriebsrat.
Schulmeyer ist konfessionslos, verheiratet und hat einen Sohn.

## Politik
Joachim Schulmeyer war bis 1990 parteilos. Im Jahr 1990 gehörte er zu den Gründungsmitgliedern der SPD in Wurzen. 1990 und 1991 war er Vorsitzender des SPD-Kreisverbandes Wurzen und von 1991 bis 2001 Vorsitzender des SPD-Unterbezirkes Nordsachsen. 1996 wurde er erster Generalsekretär der SPD Sachsen und blieb dies bis zum Jahr 2000.
Zwischen 1990 und 1994 war Schulmeyer stellvertretender Präsident des Kreistages Wurzen. Von 1994 bis 1997 war er Mitglied im Kreistag des Muldentalkreises und ab 1994 Stadtrat der Stadt Wurzen, wo er ab 2000 Vorsitzender der SPD-Fraktion war. Außerdem war Schulmeyer Mitglied im Aufsichtsrat der Wurzener Gebäude- und Wohnungsgesellschaft mbH.
Im Oktober 1994 zog Joachim Schulmeyer über die Landesliste der SPD Sachsen in den Sächsischen Landtag ein. Dort war er Mitglied im Ausschuss für Soziales, Gesundheit, Familie und Frauen sowie im Petitionsausschuss. In der darauf folgenden dritten Wahlperiode trat er am 11. Oktober 2001 als Nachrücker für die Abgeordnete Barbara Ludwig in den Landtag ein. In dieser Wahlperiode war er in den gleichen Ausschüssen tätig wie in der vorhergehenden.

## Belege
- Klaus-Jürgen Holzapfel (Hrsg.): Sächsischer Landtag: 3. Wahlperiode, 1999–2004; Volkshandbuch. 3. Auflage. NDV Neue Darmstädter Verlagsanstalt, Rheinbreitbach 2003, ISBN 3-87576-493-5. S. 55 (Ausschüsse: S. 78 u. 87). (Stand 20. März 2003)
- Klaus-Jürgen Holzapfel (Hrsg.): Sächsischer Landtag: 2. Wahlperiode, 1994–1999; Volkshandbuch. NDV Neue Darmstädter Verlagsanstalt, Rheinbreitbach 1995, ISBN 3-87576-335-1. S. 51 (Ausschüsse: S. 65 u. 73). (Stand Dezember 1994)

| Personendaten    | Personendaten                  |
| ---------------- | ------------------------------ |
| NAME             | Schulmeyer, Joachim            |
| KURZBESCHREIBUNG | deutscher Politiker (SPD), MdL |
| GEBURTSDATUM     | 10. November 1952              |
| GEBURTSORT       | Veckenstedt                    |